# Петропавловка (Михайловский район)
Петропа́вловка — село в Михайловском районе Амурской области, Россия. Входит в Михайловский сельсовет.

## География
Село Петропавловка стоит на левом берегу реки Завитая, в 8 км выше административного центра Михайловского сельсовета села Михайловка.
Расстояние до районного центра Поярково — 46 км (через Михайловку, на юг по автодороге областного значения Завитинск — Поярково).
На противоположном берегу реки Завитой стоит село Арсентьевка.

## Население
| 2002 | 2010 | 2012 | 2013 | 2014 | 2015 | 2016 | 2017 | 2018 |
| ---- | ---- | ---- | ---- | ---- | ---- | ---- | ---- | ---- |
| 299  | ↘250 | ↗251 | ↘235 | ↘225 | ↘220 | ↘216 | ↘215 | ↗218 |

## Инфраструктура
Сельскохозяйственные предприятия Михайловского района.